# Zhoujia (köpinghuvudort i Kina, Liaoning Sheng, lat 40,54, long 122,74)
Zhoujia är en köpinghuvudort i Kina. Den ligger i provinsen Liaoning, i den nordöstra delen av landet, omkring 150 kilometer söder om provinshuvudstaden Shenyang. Antalet invånare är 18 513. Befolkningen består av 8 735 kvinnor och 9 778 män. Barn under 15 år utgör 12,0 %, vuxna 15-64 år 74 %, och äldre över 65 år 12,0 %.
Runt Zhoujia är det tätbefolkat, med 297 invånare per kvadratkilometer. Närmaste större samhälle är Yingluo, 11,6 km norr om Zhoujia. Trakten runt Zhoujia består till största delen av jordbruksmark.
Genomsnittlig årsnederbörd är 1 033 millimeter. Den regnigaste månaden är juli, med i genomsnitt 314 mm nederbörd, och den torraste är januari, med 8 mm nederbörd.